# Pleine-Selve, Gironde
Pleine-Selve là một xã thuộc tỉnh Gironde trong vùng Nouvelle-Aquitaine tây nam nước Pháp.